# Régiment des dragons de la Garde
Pour le régiment français, voir Dragons de la Garde impériale.

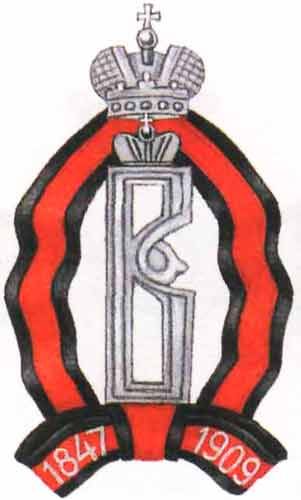
Insigne des dragons de la garde, avec le B cyrillique de l'initiale du grand-duc Vladimir, parrain du régiment et ses dates de naissance et de mort

Le régiment des dragons de la Garde (en russe : Leib-gvardii dragounski polk, Драгунский лейб-гвардии полк), était un régiment de dragons de l'Empire russe fondé le 3 avril 1814 dont les quartiers étaient à Peterhof. La fête du régiment était célébrée le 19 mars, jour de la fête des saints Chrysanthe et Daria, martyrisés au IIIe siècle.

## Historique

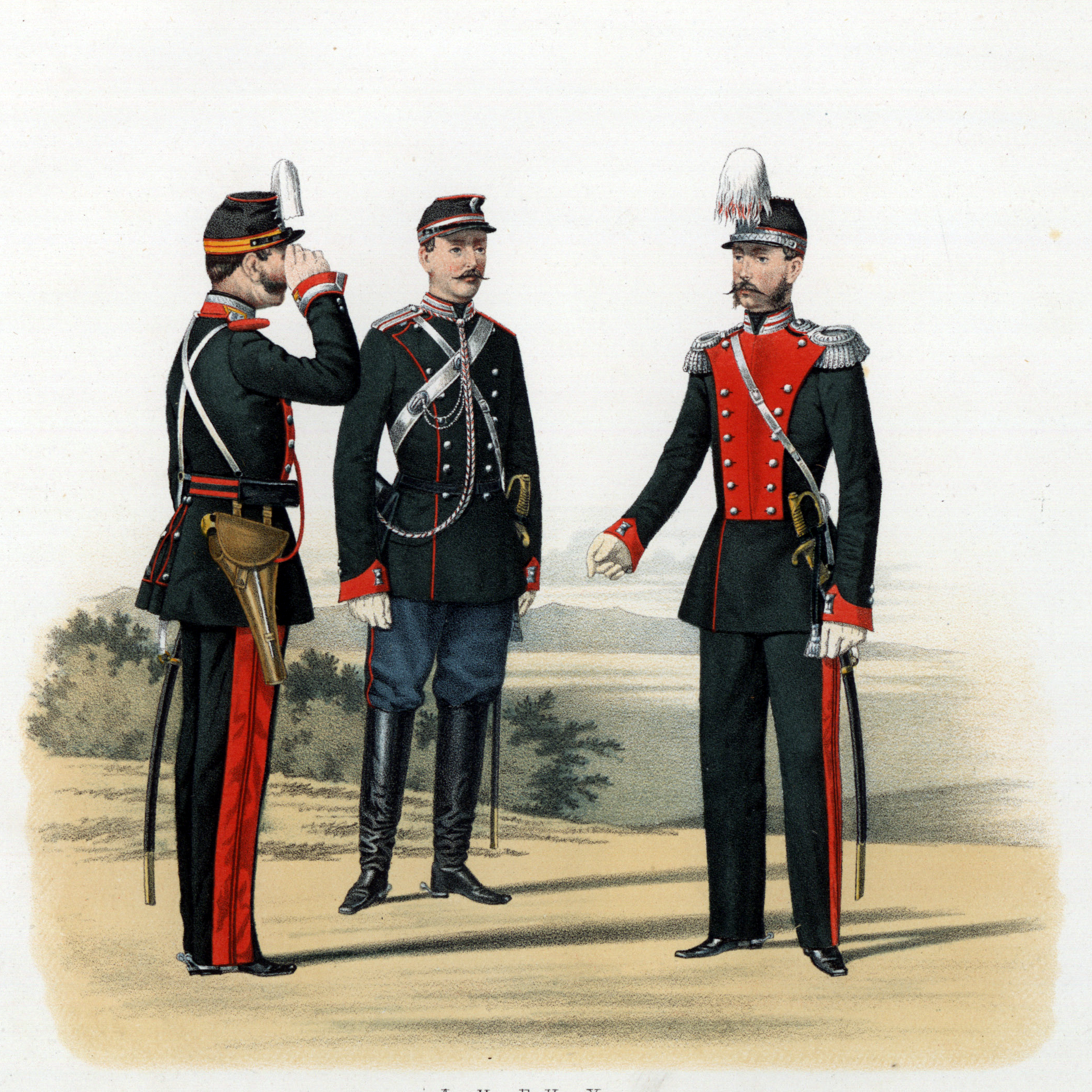
En uniforme de 1870.

C'est le 3 avril 1814 qu'est fondé à Versailles un régiment de chasseurs à cheval formé de quatre escadrons par le prince Vassiltchikov (1776-1847), adjudant-général. Le régiment est composé d'officiers et de combattants qui se sont particulièrement distingués dans la cavalerie pendant la Guerre patriotique de 1812. Le régiment est formé, quelques jours plus tard le 30 avril, de six escadrons de combat et d'un escadron de réserve. Il est baptisé régiment des chasseurs à cheval de la gardeet fait partie de la Jeune Garde.
Le régiment participe à la Guerre russo-turque de 1828-1829 et en particulier à la prise de la forteresse de Varna (avril-septembre 1828). Il fait partie des régiments qui se rendent en Pologne au début de l'année 1831, après l'insurrection de novembre et participe à plusieurs combats entre mars et mai et à la prise de Varsovie, les 25 et 26 août 1831. En reconnaissance de son courage en Pologne, le régiment est intégré à la Vieille Garde en décembre 1831.
Le régiment change de nom le 4 avril 1833, devenant le régiment des dragons de la Garde. Il y a huit escadrons dont un de réserve.
Les dragons sont appelés par l'empereur d'Autriche pour le retour à l'ordre en Hongrie en 1849, mais ne prennent part à aucun combat. Pendant la Guerre de Crimée, le régiment est intégré à l'armée de la Baltique pour la surveillance de la frontière occidentale de l'Empire. Il se recompose le 26 juin 1856 en six escadrons de combat et deux escadrons de réserve, et le 18 septembre suivant en quatre escadrons de combat et un cinquième de réserve.
Une partie du régiment prend part à la répression de la révolte de Wilna en 1863. Le régiment combat à la Guerre russo-turque de 1877-1878 pour la défense des populations chrétiennes locales, au sein de la 2e division de la cavalerie de la Garde. Il participe à plusieurs batailles dont celles de l'automne et de l'hiver 1877 de Telich, Vratsa, Metchka, etc. mais c'est surtout les 3 et 4 janvier 1878 qu'il s'illustre, lorsqu'un escadron de soixante-trois hommes, commandés par le capitaine Bourago met en fuite plus d'un millier de nizams et de Tcherkesses de Süleiman Pacha et libère la ville de Plovdiv. Il poursuit encore la campagne, est à Andrinople le 10 janvier. L'arrivée de l'armée russe aux portes de Constantinople affole les chancelleries allemande et britannique. Ceci aboutit à un armistice, signé à Andrinople, et au traité de San Stefano.
Le régiment est recomposé de six escadrons en 1883. Il prend part à la campagne de Prusse-Orientale en août-septembre 1914 au sein de la première armée du général von Rennenkampf. Il est dissous le 1er juin 1918.

## Commandants du régiment

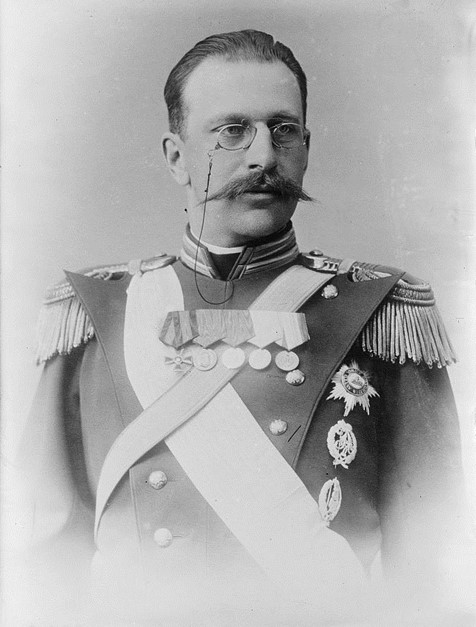
Duc Georges de Mecklembourg-Strelitz (1859-1909)

- 27 avril 1814-30 août 1823 : major-général Alexeï Nikolaïevitch Potapov
- 11 novembre 1823-20 mars 1832 : major-général Piotr Ivanovitch Slatvinski
- 20 mars 1832-10 septembre 1835 : major-général baron Ivan Petrovitch von Offenberg
- 10 septembre 1835-24 août 1842 : major-général baron Karl Michael (Karl Egorovitch) von Wrangel (1794-1874)
- 24 août 1842-3 novembre 1849 : major-général baron Johann Alexander (Ivan Karlovitch) Staël von Holstein (1798-1868)
- 3 novembre 1849-26 octobre 1857 : major-général baron Vassili Bogdanovitch von Engelhardt
- 26 octobre 1857-13 août 1864 : major-général Nikolaï Léontiévitch von Dubelt
- 13 août 1864-3 février 1866 : major-général baron Fiodor Fiodorovitch von Tornau
- 3 février 1866-25 janvier 1870 : major-général à la suite Alexandre Gerhardovitch Reitern
- 29 janvier 1870-27 juin 1875 : major-général Nikolaï Stepanovitch Leonov
- 27 juillet 1875-22 janvier 1878 : colonel Karl Karlovitch Lantz
- 22 janvier 1878-11 décembre 1882 : major-général à la suite Grigori Alexandrovitch Kovalevski
- 19 décembre 1882-10 janvier 1885 : major-général Nikolaï Fiodorovitch Ivanov-Loutsevine (1839-1929)
- 26 janvier 1885-27 novembre 1889 : major-général baron Alexandre Fiodorovitch von Offenberg
- 27 novembre 1889-16 mars 1893 : major-général Ivan Sergueïevitch Zykov
- 16 mars 1893-22 avril 1897 : major-général Anton Egorovitch Riesenkampff
- 25 avril 1897-11 décembre 1902 : major-général Nikolaï Alexandrovitch Yafimovitch
- 14 décembre 1902-6 novembre 1906 : major-général duc Georges de Mecklembourg-Strelitz (1859-1909)
- 6 novembre 1906-15 mai 1910 : major-général comte Fiodor Arthurovitch Keller
- 15 mai 1910-6 novembre 1912 : major-général à la suite Ivan Egorovitch Erdélyi
- 14 novembre 1912-13 janvier 1915 : major-général à la suite comte Fiodor Maximilianovitch Nierod
- 13 janvier 1915-8 octobre 1916 : major-général à la suite Stepan Stepanovitch Djounkovski
- 27 octobre 1916-20 septembre 1917 : colonel Sergueï Yakovlevitch Grebenchtchikov
- 15 septembre 1917-mars 1918 : colonel Nikolaï Andrianovitch Berezine

## Chefs du régiment
Les chefs, sous le patronage duquel était placé le régiment, sont les suivants :
- Prince Hilarion Vassiltchikov, 3 avril 1814-25 février 1847
- Grand-duc Vladimir Alexandrovitch de Russie, du jour de sa naissance le 10 avril 1847-, à sa mort, le 4 février 1909
- Grande-duchesse Marie Pavlovna de Russie, 9 février 1909-4 mars 1917[2]

## Personnalités ayant fait partie du régiment
De la famille impériale :
- L'empereur Alexandre Ier a porté l'uniforme des dragons de la Garde du jour de la fondation du régiment, jusqu'à sa mort.
- Alexandre II du 17 avril 1864 au 1er mars 1881
- Duc Georges de Mecklembourg-Strelitz qui en fut le commandant de 1906 à 1909
- Grand-duc Cyrille Vladimirovitch de Russie depuis sa naissance le 30 septembre 1876 au 5 octobre 1905, puis de nouveau à partir du 14 avril 1909
- Grand-duc Boris Vladimirovitch de Russie depuis sa naissance le 12 novembre 1877

Personnalités ayant servi au régiment :
- Alexandre Bourago, libérateur de Plovdiv
- Pavel Demidov (Paul Demidoff)
- Alexandre Leontiev, directeur de l'Académie de l'état-major-général Nicolas
- Prince Alexandre Lobanov-Rostovski

## Marche du régiment
On ne connaît pas l'auteur de la marche du régiment des dragons de la Garde. Johann Strauss fils a composé à Saint-Pétersbourg une marche en 1886, dédiée aux dragons de la Garde.